# محمدهادی کریمی
محمدهادی کریمی (زاده ۱۵ شهریور ۱۳۵۳) پزشک، فیلمساز، نویسنده و شاعر اهل ایران است.
از فعالیت‌های وی می‌توان به مدیرمسئولی و صاحب‌امتیازی نشریات «تصویر روز» و «سینما جهان» اشاره کرد. کریمی مدرس فیلمنامه‌نویسی و عضو شورای داوری و هیئت انتخاب جشنواره‌های فیلم فجر، کودک، مقاومت، یاس، سلامت، و جشنواره‌های موضوعی دیگر بوده ‌است.
کتاب شعر او با عنوان «برف و شیروانی داغ» در سال ۱۳۹۳ توسط انتشارات نگاه منتشر شد و در کمتر از یک سال به چاپ چهارم رسید. کریمی در سومین دوره‌ی جشنواره‌ی مطبوعات به‌ عنوان منتقد هنری برتر برگزیده شد. فیلمنامه‌های او برنده‌ی جوایز داخلی و خارجی متعددی شده‌اند. 

## فیلم‌شناسی

### کارگردانی
| سال  | عنوان                        | تهیه‌کننده |
| ---- | ---------------------------- | --------- |
| ۱۳۹۸ | پسرکشی                       |           |
| ۱۳۹۵ | کمدی انسانی                  |           |
| ۱۳۹۱ | بشارت به یک شهروند هزاره سوم |           |
| ۱۳۸۹ | برف روی شیروانی داغ          |           |
| ۱۳۸۷ | امشب شب مهتابه               |           |
| ۱۳۸۵ | غیرمنتظره                    |           |

### نویسندگی
| سال  | عنوان                        | کارگردان |
| ---- | ---------------------------- | -------- |
| ۱۳۹۸ | پسرکشی                       |          |
| ۱۳۹۵ | کمدی انسانی                  |          |
| ۱۳۹۳ | ایران برگر                   |          |
| ۱۳۹۳ | ساکن طبقه وسط                |          |
| ۱۳۹۱ | بشارت به یک شهروند هزاره سوم |          |
| ۱۳۸۹ | برف روی شیروانی داغ          |          |
| ۱۳۸۸ | آدم‌کش                        |          |
| ۱۳۸۷ | امشب شب مهتابه               |          |
| ۱۳۸۶ | انعکاس                       |          |
| ۱۳۸۵ | غیرمنتظره                    |          |
| ۱۳۸۳ | رستگاری در هشت و بیست دقیقه  |          |
| ۱۳۸۲ | الهه زیگورات                 |          |
| ۱۳۸۲ | شمعی در باد                  |          |
| ۱۳۸۱ | چشمان سیاه                   |          |
| ۱۳۸۰ | اتانازی                      |          |
| ۱۳۸۰ | رخساره                       |          |
| ۱۳۷۹ | شهرت                         |          |
| ۱۳۷۹ | مارال                        |          |
| ۱۳۷۸ | دختران انتظار                |          |
| ۱۳۷۷ | سیب سرخ حوا                  |          |
| ۱۳۷۶ | ساغر                         |          |

### بازیگری
| سال  | عنوان         | کارگردان   |
| ---- | ------------- | ---------- |
| ۱۳۹۳ | ساکن طبقه وسط | شهاب حسینی |

### مشاور فیلمنامه
| سال  | عنوان        | کارگردان      |
| ---- | ------------ | ------------- |
| ۱۳۸۵ | بچه‌های ابدی  | پوران درخشنده |
| ۱۳۹۵ | زیر سقف دودی | پوران درخشنده |

## جوایز
| سال  | مراسم                                      | جایزه                 | عنوان       | نتیجه |
| ---- | ------------------------------------------ | --------------------- | ----------- | ----- |
| ۱۳۷۹ | ششمین دوره جشنواره فیلم کرالا              | بهترین فیلم‌نامه       | مارال       | پیروز |
| ۱۳۸۸ | چهارمین دوره فستیوال فیلم‌های ایرانی تورنتو | جایزه بهترین فیلمنامه | آدم‌کش       | پیروز |
| ۱۳۹۵ | جشنواره تامیل نروژ                         | جایزه بهترین فیلم     | کمدی انسانی | پیروز |